# Шрайбер Елеонора Лазарівна
Шрайбер Елеонора Лазарівна, також відома як Нора Шрайбер (1918, Олександрія, Українська Народна Республіка — 8 листопада 2004, Санкт-Петербург, Російська Федерація) — радянський і російський літературознавець, перекладач, критик. Кандидат філологічних наук. Член Спілки письменників Санкт-Петербурга.

## Біографічні відомості
Народилася в сім'ї лікаря та випусниці вищих юридичних курсів. У 1922 з родиною переїхала до Петрограда. У 1940-му з відзнакою закінчила філологічний факультет Ленінградського університету. У 1943-му захистила кандидатську дисертацію. Спеціалізувалась на французькій літературі. Викладала історію зарубіжної літератури в Тульському педагогічному та Петрозаводському університетах.
Переклала російською мовою мемуари та 8 романів французького письменника Жоржа Сіменона. Неодноразово зустрічалась з ним особисто та довгий час гостювала у письменника. Також переклала низку романів Александра Дюма.
Автор книг «Жорж Сименон. Жизнь и творчество» (1977), «Гарсиа Лорка» (1965), «Антология детской французской литературы» (у співавторстві) та ін. Автор багатьох статей та посібників.